# Jourian
Jourian is een plaats en “notified area” in het district Jammu van het Indiase unieterritorium Jammu en Kasjmir. De plaats ligt aan de rivier de Chenab.

## Demografie
Volgens de Indiase volkstelling van 2001 wonen er 3.628 mensen in Jourian, waarvan 51% mannelijk en 49% vrouwelijk is. De plaats heeft een alfabetiseringsgraad van 75%.